# Konak (Travnik)
Konak (tur. konak – dom, dvorac, prenoćište), nekadašnje je rezidencijalno zdanje u Travniku. Sagrađeno u vrijeme Osmanskog Carstva za potrebe sultanovih namjesnika u Travniku. U to vrijeme je bilo sjedište vezira i uprave Bosanskog pašaluka.

## Povijest
Travnik postaje sjedištem Bosanskog pošaluka po završetku Velikog bečkog rata kada članice Svete lige zaustavljaju osmansku vojnu ekspanziju prema zapadu. Mirom u Srijemskim Karlovcima 1699. godine određene su zapadne granice Osmanskog Carstva. Bosanski pašaluk tako postaje granično područje prema Austriji, Mletačkoj Republici i Ugarskoj. 
Nakon ofanzive Eugena Savojskog duboko u zaleđe osmanske teritorije, kada je razoreno i spaljeno Sarajevo, Visoka Porta odlučuje da se vezirska stolica premjesti u strateški pogodnije područje, grad Travnik smješten u samom srcu Bosne. Do tada je Travnik bio sjedište nahije Lašva i kadiluka Bosna Brod. U periodu od 1669. godine pa sve do 1851.godine sultanovi namjesnici sjede u Travniku. To je i najduži period u kome je jedan grad imao ulogu bosanske prijestolnice.
Vezirska rezidencija je sagrađena početkom 18. stoljeća na zapadnom dijelu grada. Vrlo brzo se na tome dijelu razvija novo gradsko naselje, čaršija, kao pandan staroj čaršiji na istočnom dijelu grada osnovanoj u podnožju Tvrđave. Za ta dva međusobno povezana urbana dijela vremenom su se ustalili nazivi Donja čaršija i Gornja caršija. Ovi toponimi i danas žive u loklanoj upotrebi stanovnika Travnika. 
Zgrada vezirskog Konaka bila je mjesto boravka i rezidentno mjesto 77 vezira koji su dolazili iz svih krajeva osmanske države. Među njima je bilo i domaćih ljudi. Mandati bosanskih namjesnika najčešce su trajali kratko, najviše po nekoliko godina, a nekima od njih su više puta obnavljani, tako da je za 143 godine, koliko je Travnik bio sjedištem Pašaluka, ukupno bilo izvršeno 90 promjena na vezirskoj stolici. Sedam vezira je umrlo u Travniku a pet ih je sahranjeno u ovome gradu. Nad njihovim mezarima podignuta su turbeta.
Zgrada Konaka je bila smještena smještena na lijevoj obali Lašve u tada nenaseljenom dijelu grada. Imala je veliko dvorište u koje se ulazilo kroz kapiju. Bosanski vezir Mehmed-paša Kukavica podigao je uz kapiju kamenu sahat-kulu i džamiju.
Konaku se prilazilo kroz park do glavnog ulaza na sjevernoj strani gdje je stajala česma i mala kapija kroz koju je vodio prolaz do ulaza u vezirov stan
(haremluk). Do Konaka je doveden vodovod. Iza Konaka je bio most a iza mosta pašine njive i voćnjaci koji su se protezali sve do obronaka Vilenice. Zapadno od zgrade u dvorištu su se nalazili prateći objekti (štale i konjušnice). Istočno od vezirske rezidencije podignuta je manja zgrada tzv. Mali konak u kojoj je bila mešćema (šerijatska sudnica), sjedište kadije. Sjeverno od nje sagrađen je hamam (javno kupatilo) prozvan po zadnjem vlasniku Ebu Bekirov hamam. U vrijeme austrougarske uprave to kameno zdanje debelih zidova služilo je kao spremište za led.
Zgrada Konaka je građena u stilu tradicionalne bosanske arhitekture. Prizemlje (dimenzije 35 x 20 m) je bilo sazidano od masivnih kamenih zidova. Kat je izveden u drvenoj konstrukciji s ispunom i malterisan, na uglovima je bio doksatno isturen i natkriven visokim strmim krovom, pokrivenim šindrom. Kasnije su Austrijanci zamijenili ovaj krov drugim, znatno blažeg nagiba.
U prizemlju su bile smještene sobe za poslugu. Na katu, na istočnoj strani nalazila se vezirova rezidencija i službene prostorije (divan) a na zapadnom
dijelu organiziran je haremluk (vezirov stan). Haremluk je imao 6 soba, bio je odvojen od ostalog dijela Konaka. S rezidencijom i s prizemljem bio je
spojen tek uskim prolazima. Službeni dio je imao devet soba i divanhanu s isturenim doksatom.
Zgrada se zagrijavala sa sedam velikih peći koje su se ložile u prizemlju. Zgrada vezirskog Konaka je izgrađena prije 1749. godine kada se prvi put spominje u pisanim izvorima. Vezirsku stolicu prenio je iz Sarajeva u Travnik bosanski namjesnik defterdar Halil-paša Ćoso (1698. – 1702.). Poznato je da je zadnji carski namjesnik koji je u njemu stolovao bio Tahir-paša. Umro je u Travniku 1850. godine, nakon čega je Omer-paša Latas 1851. godine premjestio vezirsku stolicu u Sarajevo. 
U Konaku nakon toga stoluju mutesarifi travničkog sandžaka (1850. – 1878.), zatim do 1921. godine okružni predstojnici, te veliki župani i sreski načelnici
do 1943. godine. Godine 1950. godine vlast je nasilno porušila zgradu vezirskog Konaka.
O Konaku, pisali su mnogi, ali je poseban doprinos ostvario je Ivo Andrić. Njegovo literarno djelo, roman Travnička hronika prenositelj je tog simboličkog značenja Travnika kao "vezirskog i konzulskog grada" u neograničenim, planetarnim dimenzijama prostora i vremena.

## Vanjske poveznice
- Maketa vezirskog Konaka u Travniku